# Washington Lockhart
Washington Lockhart (Montevideo, 18 de enero de 1914 - Mercedes, 2001) fue un escritor, historiador, periodista y docente uruguayo.

## Biografía
Washington Lockhart, una figura eminente en el ámbito cultural y educativo de Soriano, desempeñó múltiples roles de liderazgo a lo largo de su vida. Fue profesor y director del Liceo de Mercedes, donde dejó una impronta indeleble en la educación local. Radicado en esta ciudad, en 1948 fundó y dirigió la revista literaria Asir, un hito en la escena literaria de la época. Dr. Serafín Rivas Rodríguez
En 1958, Lockhart fue uno de los fundadores del Centro Histórico y Geográfico de Soriano, donde ocupó el cargo de primer vicepresidente. En esta institución, también se destacó como uno de los redactores de la Revista Histórica de Soriano y de los Cuadernos de Mercedes, publicaciones fundamentales para la documentación y difusión de la historia y cultura regional.
Además, Lockhart fue un miembro prominente de la Generación del 45, un grupo de intelectuales que marcó un antes y un después en la literatura y el pensamiento uruguayo. Su legado perdura como un testimonio de su dedicación y pasión por la cultura y la historia de Soriano.
Publicó un gran número de artículos en las revistas Asir, Cuadernos de Mercedes, Capítulo Oriental, Enciclopedia Uruguaya, Revista Histórica de Soriano, Tribuna Universitaria y en la Revista de la Biblioteca Nacional. 
Tuvo también columnas en el diario Acción, en el semanario Marcha y posteriormente en Brecha. Colaboró también en el diario El País.
En Soriano (Uruguay) una institución de educación secundaria lleva su nombre.

## Obras
- Historia de la escuela en Soriano (Asociación de Maestros de Soriano, 1957).
- El mundo no es absurdo y otros artículos (Asir, 1961)
- Máximo Pérez, el caudillo de Soriano (Ediciones de la Revista Histórica de Soriano, Mercedes,1962).
- Historia del periodismo en Soriano (Ediciones de la Revista Histórica de Soriano, Mercedes,1963).
- Rodó, vigencia de su pensamiento en América (Mercedes, 1964).
- Historia de la medicina en Soriano (Mercedes, 1965).
- La vida cotidiana de la Colonia, I: los pueblos (Arca, Montevideo, Colección La Sociedad Uruguaya,1967).
- Vida de dos caudillos. Los Galarza (Ediciones de la Banda Oriental, Montevideo, 1968).
- El Uruguay de veras (Alfa, Montevideo, 1969).
- Soriano. Antecedentes, fundación, consecuencias (Centro Histórico y Geográfico de Soriano. Mercedes, 1975).
- Venancio Flores, un caudillo trágico, (Ediciones de la Banda Oriental. Colección Los Hombres 5, 1976).
- Leandro Gómez, la defensa de la soberanía (Ediciones de la Banda Oriental, Colección Los Hombres 6, 1977).
- La materia pensante, unidad del universo (Mercedes, 1984).
- Felisberto Hernández, una biografía literaria (Arca, 1991).
- Rivera tal cual era (Dolores, 1996).